# Sint-Aldegundiskerk (Buggenum)

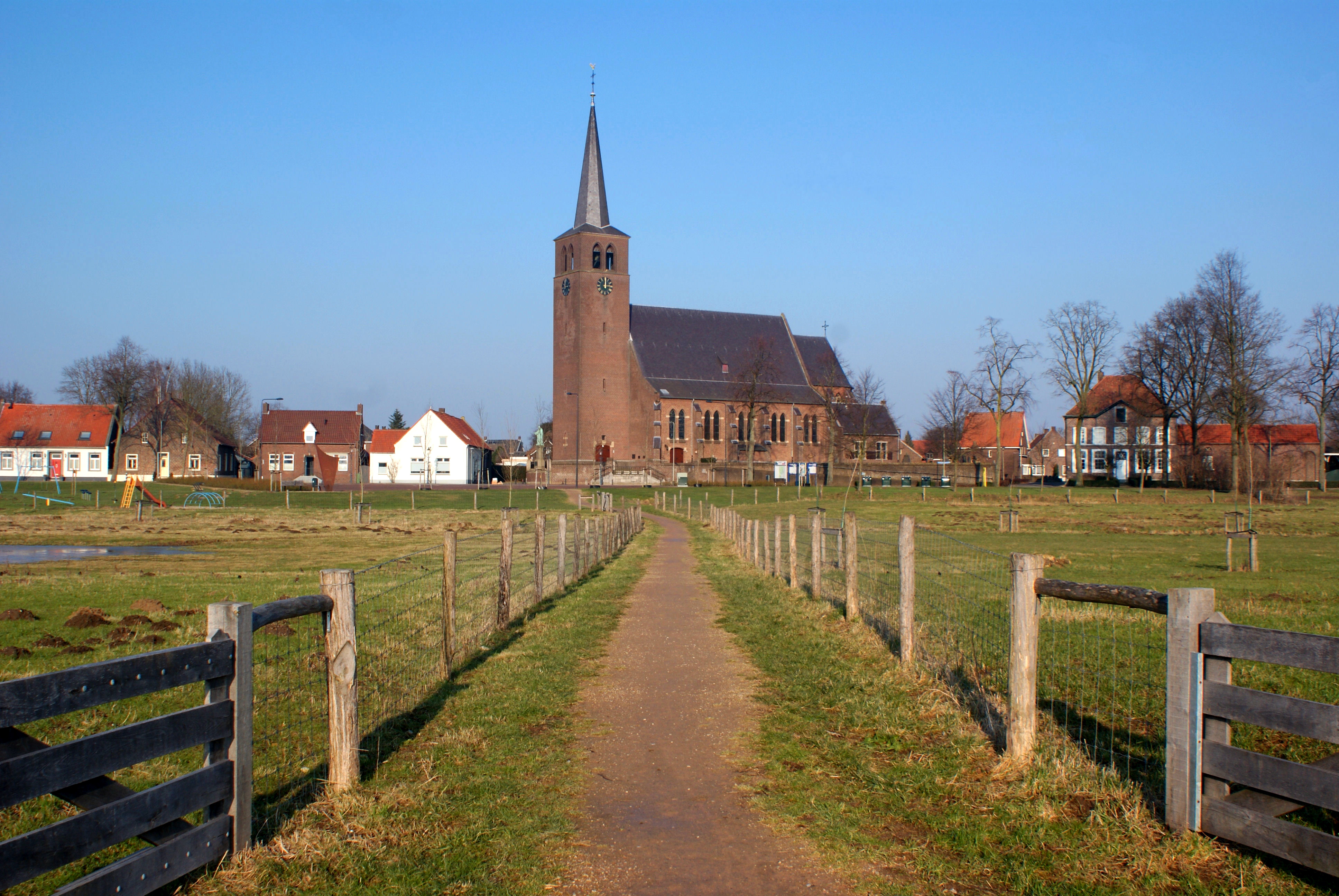
Sint-Aldegundiskerk

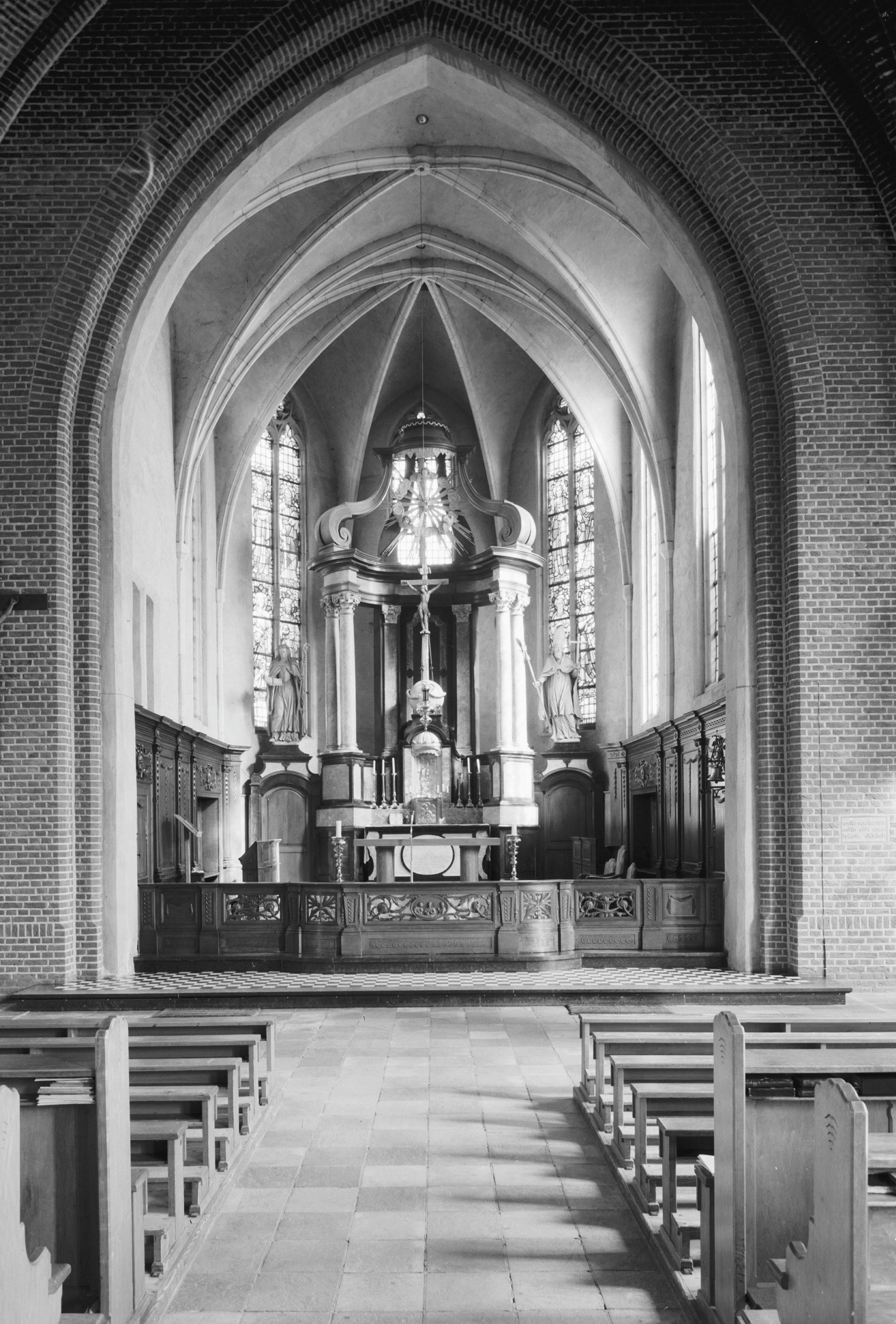
Interieur van het koor

De Sint-Aldegundiskerk is de parochiekerk van Buggenum, gelegen aan Dorpsstraat 38, in de Nederlandse gemeente Leudal.

## Geschiedenis
Reeds in een oorkonde van 956 was er sprake van een kerk op deze plaats. Resten van deze kerk, in de vorm van paalgaten, werden gevonden in 1948 bij archeologisch onderzoek. Het zou gaan om een driebeukig houten kerkje dat echter geen toren bezat en werd gedateerd voor het jaar 1000. De kerk zou door brand zijn verwoest, waarna een stenen kerkje werd gebouwd met een westtoren, op een fundament van keien. Dit fundament bevatte ook veel resten van Romeinse bouwwerken. Onder het 15e-eeuwse koor, dat van het oorlogsgeweld gespaard was gebleven, kon men geen opgravingen verrichten, zodat niet bekend is hoe de voorganger ervan heeft uitgezien.
Omstreeks 1750 was de kerk bouwvallig, en er is toen een verbouwing geweest, waarbij ook ornamenten in barokstijl werden aangebracht. In de 19e eeuw werden kerk en toren gesloopt en vervangen door een neogotisch bouwwerk, dat in 1871 werd ingewijd, doch het koor bleef van sloop gevrijwaard.
Op 15 november 1944 werd de toren van de kerk door de Duitsers opgeblazen. De kerk werd zwaar beschadigd door granaatbeschietingen. Slechts het koor bleef overeind.

## Huidige kerk
Van 1948-1949 werd een nieuwe kerk gebouwd, ontworpen door Joseph Franssen. Deze kerk werd uitgevoerd in baksteen in traditionalistische stijl, met steunberen en spitsbogen zwemend naar moderne gotiek. Deze driebeukige kerk heeft ook een interieur dat overwelfd wordt door kruisgewelven en vooral schoon metselwerk toont, ook de pilaren van de scheibogen zijn hierin uitgevoerd. Het koor is laatgotisch en 15e-eeuws.
De kerk bezit een 18e-eeuwse preekstoel en een 18e-eeuws hoofdaltaar. De glas-in-loodramen zijn van 1960
De kerk wordt omringd door een kerkhof, en een drietal 17e-eeuwse grafkruisen welke in de kerkhofmuur zijn ingemetseld.
Ook is hier een herdenkingsplaquette te zien ter ere van een aantal bij de gevechten om de Maas (november/december 1944) gevallen Britse soldaten. In 1995 werd nog een tweede herdenkingsplaquette aangebracht waarin het inlands verzet en de Canadese parachutisten werden gememoreerd.
De kerk is geklasseerd als Rijksmonument, met name het koor, de 18e-eeuwse inventaris, de grafkruisen.